# Gli intoccabili (film 1969)
Gli intoccabili è un film del 1969 diretto da Giuliano Montaldo. È stato presentato in concorso al 22º Festival di Cannes.

## Trama
Dopo quindici anni di carcere, Hank McCain, rapinatore di vecchia scuola, condannato all'ergastolo a San Quintino, viene improvvisamente rilasciato. La sua libertà è frutto di una transazione poco limpida, alla cui origine è il capo del mandamento mafioso di San Francisco, Charlie Adamo, che si è servito come intermediario di Jack, il figlio ventenne di Hank. Scopo dell'operazione è una rapina ai danni del Royal, lucroso locale di gioco a Las Vegas. Nel contempo, Adamo, ha anche cercato di rilevare una quota della proprietà del locale, ignorando che esso è già saldamente sotto il controllo della mafia newyorchese.
Messa sull'avviso, la cupola "consiglia" al boss di desistere dall'operazione. Prudenza vuole che anche il progetto della rapina sia accantonato. Hank decide invece di procedere per proprio conto, sottraendosi alle ricerche degli uomini di Adamo. L'uccisione del figlio, preso in ostaggio, lo rafforza nella sua determinazione. Unica sua complice è Irene, conosciuta in un locale notturno e sposata subito. In una sarabanda di incendi ed esplosioni, provocati ad arte, il colpo al Royal ha successo e il boss di San Francisco, una volta scoperto il suo iniziale coinvolgimento, viene spietatamente ucciso.
McCain deve ora sottrarsi all'incalzante caccia della mafia. Trova rifugio presso Rosemary Scott, antica fiamma e complice, che gli procura un'imbarcazione per la fuga. La donna, raggiunta dagli scagnozzi di don Salvatore De Marco, boss newyorchese della cupola, paga con la vita il suo rifiuto a collaborare: è lei stessa a uccidersi, per non tradire, sotto tortura, l'amico. Ma, un'imprudenza di Irene risulta fatale. Messi sull'avviso da un tassista, gli uomini di De Marco circondano Hank al molo, dove sta per imbarcarsi e uccidono lui e Rosemary.

## Lavorazione
Dopo le critiche (Tiro al piccione) e gli insuccessi commerciali (Una bella grinta) delle sue prime opere di impegno politico e sociale, Montaldo si misura con due più convenzionali film di genere. Il successo di Ad ogni costo gli vale la scrittura per un altro film di ambientazione americana, uno dei primi ad occuparsi di criminalità mafiosa, prima del successo riscosso dal genere negli anni settanta.
Girato soprattutto a San Francisco e Las Vegas, ma anche a Los Angeles e poche ulteriori scene a New York, con la presenza di alcuni attori americani di richiamo, quali John Cassavetes, Peter Falk e Gena Rowlands, con il sonoro registrato in presa diretta Gli intoccabili resta una produzione totalmente italiana, nei finanziamenti e nei ruoli tecnici.
Il regista narra di qualche incomprensione iniziale con Cassavetes che già era stato protagonista di un film italiano: Roma come Chicago di Alberto De Martino. Questi, una delle più significative figure del cinema indipendente americano, affrontava le difficoltà economiche connesse alle sue originali ricerche stilistiche, prestandosi ad interpretare ruoli in film commerciali; con una soluzione deontologica alla Jekyll-Hyde. Egli sul set non riusciva ad astenersi dal confrontarsi con le scelte del collega italiano e discuterne, creando così un certo conflitto di competenze, che fu comunque presto risolto.

## Distribuzione
Distribuito in Italia dal 1º aprile 1969, il film circolò anche all'estero incassando al botteghino la rispettabile cifra di 803.751.000 lire dell'epoca.

## Critica
Pur non disponendo della larghezza di mezzi e tempi concessi alle produzioni hollywoodiane, la regia "asciutta senza fronzoli" è stata apprezzata dalla critica per il suo ritmo, la sua fluidità, che non hanno "nulla da invidiare ad un qualificato mestierante hollywoodiano".
D'altra parte, proprio l'eccessivo cedimento alle convenzioni di genere, il ricorso ad un "meccanismo collaudato", rappresentava una delusione per chi aveva apprezzato i primi innovativi lavori del regista ed auspicava un "ritorno alle antiche ambizioni".